# Gorodomlja
Gorodomlja (rusky Городомля) je největší ostrov jezera Seliger (Tverská oblast, Rusko). Leží zhruba 300 km severozápadně od Moskvy, ve vyšším povodí Volhy. 6 km jižně od ostrova leží městečko Ostaškov.

## Popis
Ostrov má přibližně kosodélníkový tvar a zhruba 3 km na délku a 1,5 km na šířku. Značnou východní část tvoří vnitřní jezero, které samo o sobě má dva vlastní ostrovy. Osídlení (v jeho středu a později u východního pobřeží) získal až ve 20. století. Jinak v místech bez zásahu člověka je porostlý vegetací typickou pro mírný pás a jehličnatými lesy. Terén ostrova je relativně plochý, s nejvyšším bodem jen několik metrů nad hladinou. Má tři přístavy, jeden na jihu a dva na severu.

## Historie
Ve 13. století tudy prošly hordy Mongolů, kde jezero Seliger bylo pravděpodobně nejsevernějším cípem jejich expanze v tomto regionu.
Ostrov zůstal nepovšimnut pravděpodobně do 16. století, kdy se na Seligeru usadili mniši ortodoxního křesťanství. Ti na vedlejším ostrově, nyní známém jako Stolobnyj (Нило-Столобенская пустынь, „Nilo-Stolobenská pustina“), zbudovali monastýr (mužský klášter) Nilov a předpokládá se, že občasně navštěvovali i Gorodomlju.
V 17. století byl ostrov v držení Borise Lykova-Oblenskiho, místního boháče, který vlastnil mnoho okolních pozemků. Ten se rozhodl ostrov věnovat v roce 1629 klášteru. Ostrov ale nadále zůstával lidmi téměř nedotčený. Podle map z poloviny 19. století měl na ostrově chatrč polesný. V roce 1890–91 pobýval na ostrově ruský malíř Ivan Šiškin.
Mniši se přestěhovali na Gorodomlju až na začátku 20. století. Postavili tam několik prostých podlouhlých příbytků a dřevěný kostel.

### Biologický institut
Po VŘSR, v roce 1928, byli mniši vyhnáni a na ostrově bylo zřízeno biologické výzkumné středisko. Zkoumala se zde slintavka a kulhavka, pro niž se vyvíjela protilátka. Ta měla být dokončena v roce 1932 a místní institut měl krátce poté hostit mezinárodní konferenci, již se zúčastnili vědci mj. z Francie a Německa. Podle nepříliš hojné dochované dokumentace je možné, že středisko bádalo též na poli biologických zbraní v podobě smrtelných virů a v roce 1935 se stala testovacím místem pro patogeny slintavky a kulhavky, lepry, moru a tularémie. Od založení institutu se ostrov stal pro místní explicitně nedostupným a kolem pobřeží vyrostl plot s ostnatým drátem (vzhledem k nebezpečnosti zkoumaných nemocí se mu rybáři z Ostaškova a okolního pobřeží beztak obloukem vyhýbali).

### 40. léta
Za 2. světové války se přes Tverskou oblast sunula německá vojska v rámci plánu Barbarosa. Institut byl včas evakuován. Nicméně, Němci se rozhodli Gorodomlju neobsadit. Po jejich ústupu v roce 1944 se na pobřeží Seligeru vyrojily sovětské vojenské i civilní špitály. V tu dobu byl na ostrov natažen podvodní telefonní kabel.

### Raketová laboratoř
V letech 1946–1954 sem bylo proti své vůli z východní německé poválečné zóny přestěhováno několik stovek německých vědců a inženýrů – raketových specialistů, kteří na ostrově – pod sovětským dohledem a s tamními ruskými vědci – pracovali, teoreticky i prakticky, na vývoji několika raket a souvisejících systémů.

### Postsovětská éra
I po návratu německých specialistů zůstala Gorodomlja klíčovým střediskem sovětského raketového vývoje. Ten se postupně přerodil v Zvezda Enterprise. Po pádu železné opony se někteří němečtí vědci rozhodli navštívit ostrov a připomenout vzpomínky z 50. let.
Na začátku 21. století zůstává ostrov veřejnosti nepřístupný. Zvezda Enterprise zůstal v rukou státu a co do oborů svého výzkumu a vývoje přešel z raket i k letectví a kosmonautice.